# 安達了一
安達 了一（あだち りょういち、1988年〈昭和63年〉1月7日 - ）は、群馬県高崎市出身の元プロ野球選手（内野手、右投右打）。オリックス・バファローズで内野守備・走塁コーチを務める。

## 経歴

### プロ入り前
高崎市立北小学校在学中はソフトボールに興じていたが、高崎市立第一中学校への入学後に、校内の軟式野球部へ所属。主なポジションは捕手や外野手であったが、当時から内野を守ることもあったほか、3年時には群馬県の大会で準々決勝進出を経験した。
群馬県立榛名高等学校への進学後は、1年時から正三塁手に定着していたが、主将を任された2年時の秋から遊撃手に定着。もっとも、在学中には対外試合で盗塁を記録しておらず、春夏とも甲子園球場での全国大会と無縁であった。
高校からの卒業後に上武大学へ進学すると、関甲新学生野球連盟に加盟している硬式野球部へ入部。3年時の秋季リーグ戦では、打率.394と最高出塁率（.535）という好成績によって、MVPとベストナインを受賞した。クリーンナップの一角を任された4年時の2009年には、春季リーグ戦で首位打者（.425）、最多本塁打（4本塁打）、最多打点（17打点、リーグタイ記録）のタイトルを獲得。夏には大学日本代表候補強化合宿にも招集された。チームの秋季リーグ優勝を経て出場した第40回明治神宮野球大会では、4番打者としてチームの準優勝に貢献。大会前にプロ志望届を日本学生野球協会に提出していたものの、大会後のNPBドラフト会議ではどの球団からも指名されなかった。
大学卒業後の2010年に東芝へ入社すると、1年目からレギュラーに定着。第81回都市対抗野球大会では、「1番・遊撃手」としてチームの優勝に貢献するとともに、大会通算で打率.391を記録するほどの活躍で若獅子賞を受賞した。2011年には、第39回IBAFワールドカップの日本代表メンバーに選ばれたが、代表チームは第1ラウンドで敗退。第82回都市対抗野球大会では、日本生命との2回戦で海田智行の前に3打数無安打と抑え込まれた。チームも逆転負けによって連覇の可能性が消滅したが、試合終了から数時間後に開かれたNPBドラフト会議では、高橋周平を抽選で外したオリックス・バファローズから1位指名を受け、入団した。背番号は、東芝時代と同じ3。本人はドームから宿舎に戻るバスの中で、チームメイトから指名を知らされたという。

### オリックス時代

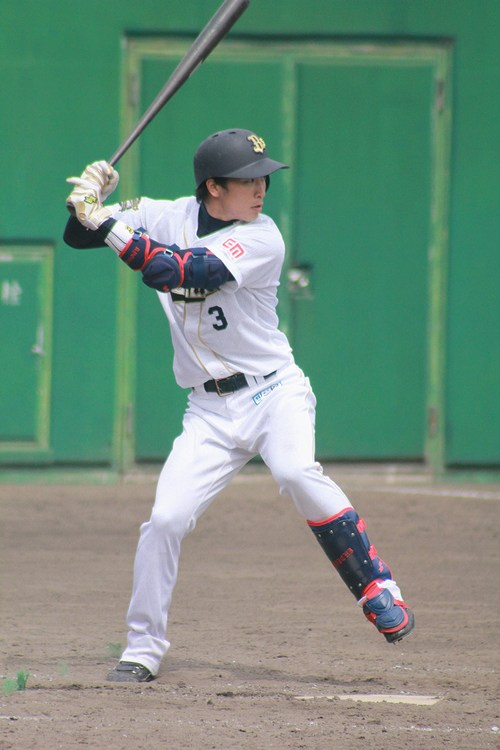
2012年4月29日、春日スタジアムにて

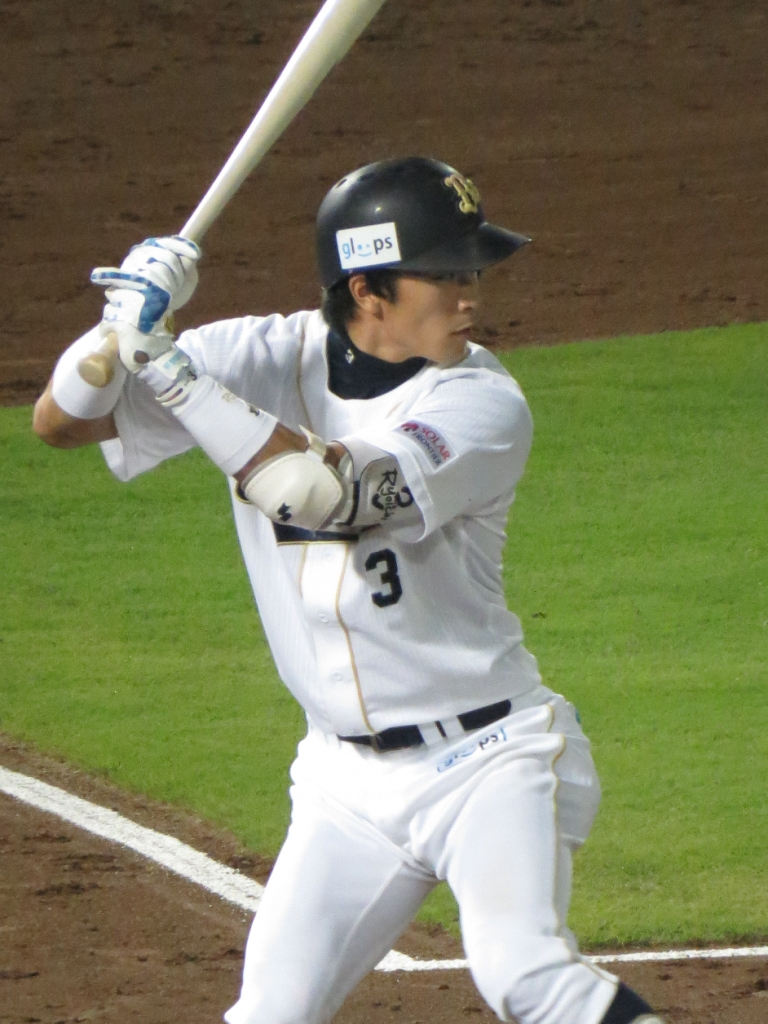
2013年8月29日、ほっともっとフィールド神戸にて

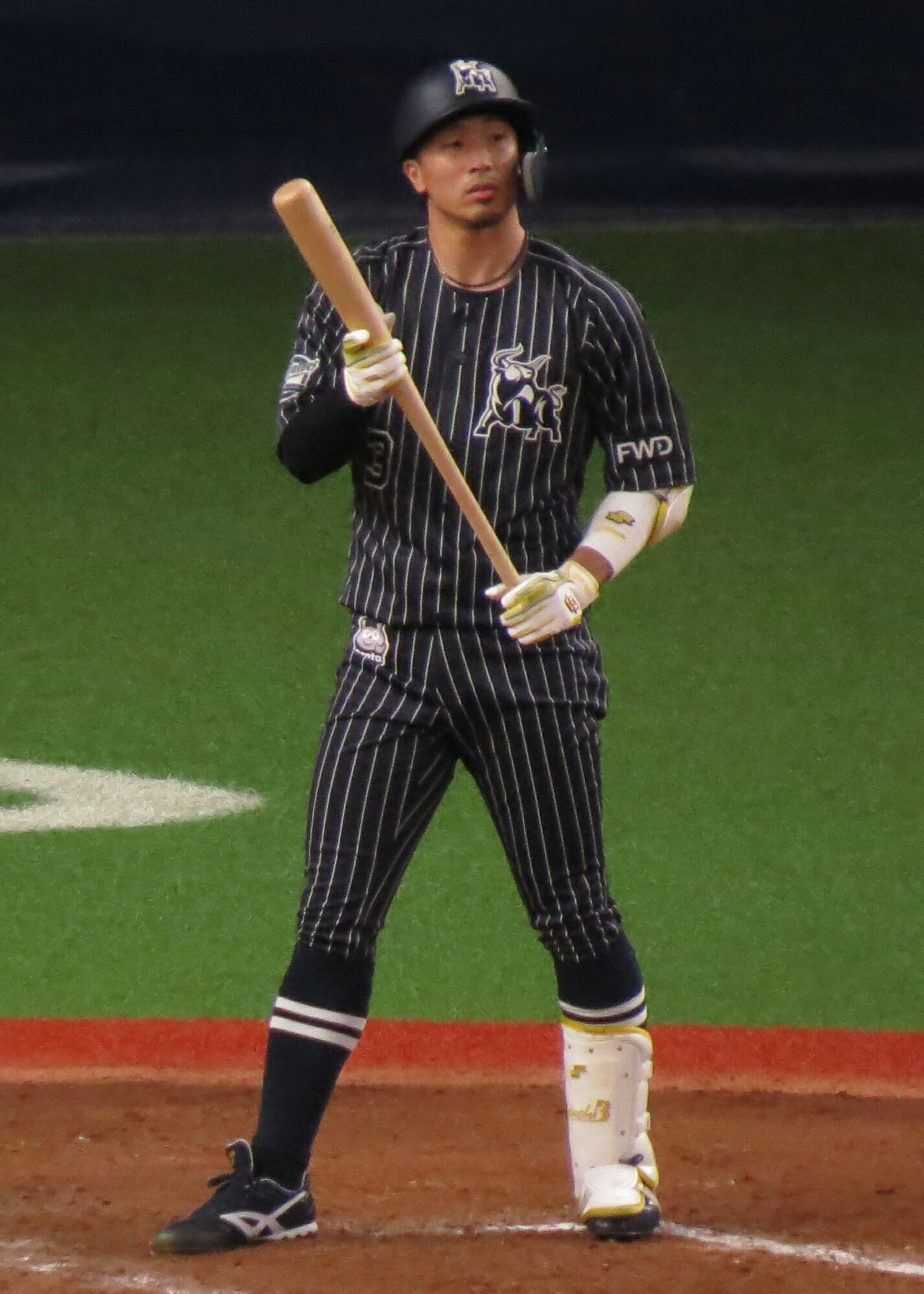
2020年8月9日、京セラドーム大阪にて

2012年、春季キャンプで右手親指付け根を骨折した影響で、レギュラーシーズンの開幕を二軍で迎えた。5月10日に一軍昇格を果たしてからも、打撃不振とウイルス性胃腸炎で二軍落ち。一軍公式戦での初打点・初安打を記録したのは、2度目の昇格後に臨んだ7月7日の対千葉ロッテマリーンズ戦であった。以降は腰痛を抱える大引啓次（当時の正遊撃手）に代わってスタメンに随時起用されていたが、遊撃の守備や走塁面でミスが相次いだあげく、9月17日に二軍へ再び降格。9月30日に一軍へ復帰してからは、10月7日の対埼玉西武ライオンズ戦で初めての猛打賞、翌8日の福岡ソフトバンクホークス戦での適時打でチームのシーズン最終打点を記録するなど調子を取り戻した。もっとも、同期入団の川端崇義がシーズンを通じて一軍で活躍したのに対して、自身は一軍公式戦50試合の出場で、打率.159、4打点と低調。ウエスタン・リーグの公式戦では、34試合の出場で、打率.269、2本塁打11打点を記録した。
2013年、森脇浩司監督の方針で春季キャンプから積極的に起用された末に、「2番・遊撃手」としてスタメンでレギュラーシーズンを一軍でスタート。4月5日の西武戦では、岸孝之から一軍公式戦初本塁打を打った。シーズン序盤から中盤までは山本和作と併用されたが、夏場から正遊撃手に定着。レギュラーシーズン全体では、131試合の出場で打率.235、5本塁打、糸井嘉男に次くチーム2位の16盗塁を記録した。
2014年、一軍公式戦143試合に出場するとともに、チームのパシフィック・リーグ優勝争いに貢献。リーグ5位の29盗塁を記録した。
2015年、一軍公式戦139試合の出場で、自己最多の11本塁打・55打点を記録。一軍選手の戦線離脱が相次いだチーム状況の下で、一軍公式戦への出場試合数が2年続けてチームトップに達したが、盗塁数は16、打率は.239にとどまった。
2016年、自主トレーニング期間中の1月23日に、潰瘍性大腸炎（日本の厚生労働省が指定する難病の一種）で緊急入院。春季キャンプ期間中の2月10日に退院した後は、キャンプに合流せず、単独でリハビリに専念した。公式戦開幕直後の4月上旬には、ウエスタン・リーグのデーゲームでフル出場が可能になるまでに体調が回復。同月12日には、シーズン初の出場選手登録を経て、日本ハムとのナイトゲーム（京セラドーム大阪）にスタメンで一軍復帰を果たした。復帰後は、前年に続いて正遊撃手に定着するとともに、一軍公式戦118試合の出場でプロ入り後、自己最高の打率.273を記録。22試合へ出場した7月には、月間通算の安打数（30安打）と打率（.380）がいずれもパ・リーグで最高だったことから、自身初のリーグ月間MVPを受賞した。
2017年、2年ぶりに公式戦を一軍でスタート。一時は「3番・遊撃手」に固定されたが、5月第2週終了時点でリーグ規定打席到達者の最低打率（.170）を記録するなど、打撃面で不振を極めた。遊撃守備中の打球処理に支障を来すほどの体調不良も重なったため、5月中旬には一時、出場選手登録を抹消された。その後再び一軍に昇格し、「3番・遊撃手」で出場した6月2日の対巨人戦（東京ドーム）では、決勝本塁打を含む4安打の活躍でヒーローインタビューを受けている。一軍公式戦には、通算で109試合へ出場。打率は.203ながら、前年1本だった本塁打は3本にまで増えた。「1番・遊撃手」に起用された9月20日の対楽天戦（Koboパーク宮城）では、シーズン2度目の猛打賞などで攻守にわたってチームの勝利に貢献したことから、試合後にヒーローインタビューを受けている。しかし、この試合の1週間後（9月27日）に、潰瘍性大腸炎が再燃していることが病院の検査で判明。再び登録を抹消されると、シーズン最終盤の10月2日まで入院した。
2018年、一軍公式戦の開幕から戦線を離脱することなく、正遊撃手として140試合に出場。主に下位打線を担いながら、チームトップの20盗塁を記録したが、打率は.219にとどまった。しかし、守備面で高い評価を得たことなどから、オールスターゲームのパ・リーグのプラスワン投票で2位に選ばれた。1位の大田泰示（日本ハム）が故障で出場を辞退したため、大田の補充選手として、7月13日に京セラドーム大阪で催された第1戦に「9番・遊撃手」としてスタメンで初出場。2回裏の第1打席で初安打と初盗塁を決めると、遊撃の守備でもジャンピングキャッチなどのファインプレーを披露した。シーズン終了後には、球団との間で、翌2019年からの3年契約を締結。契約更改後の記者会見では、「病気（潰瘍性大腸炎）を抱えて（チームに）迷惑を掛けたので、複数年（契約）はありがたい」という表現で、早ければ同年中に取得予定の国内FA権を行使せずにチームへ残留する意向を示した。
2019年、一軍公式戦の開幕から「9番・遊撃手」としてスタメンに起用されたが、開幕5試合を終えた時点で8打数無安打3失策と不振を極めたため、4月4日に出場選手登録を抹消。さらに、「野球生活では初めて」という左太腿裏の肉離れを抹消中に発症したため、1か月にわたって戦線を離脱した。セ・パ交流戦終盤の6月14日から一軍に復帰。抹消中には大城滉二が正遊撃手へ定着していたが、「一軍の正三塁手が定まっていない」というチーム事情を踏まえて、復帰後は主に三塁を守っていた。6月23日の対広島戦（MAZDA Zoom-Zoom スタジアム広島）10回表の打席では、小田裕也に続いて三塁打を記録。後続打者の後藤駿太と福田周平も三塁打を打ったことから、公式戦では日本プロ野球史上2回目（1950年以降の2リーグ制では初めて）の1イニングチーム4三塁打を達成した。8月には月間打率.292を記録したほか、6日の対日本ハム戦（札幌ドーム）で一軍公式戦434日ぶりの本塁打を打つなど好調をキープ。同月の中旬から体調を崩した影響で、9月にも一時戦線を離脱したため、一軍公式戦への出場は56試合にとどまった。この年で3年契約の1年目を終えたが、シーズン終了後に現状維持（推定年俸9000万円）という条件で契約を更改。
2020年、完治が難しい潰瘍性大腸炎の影響で体調が安定しない状況が続いていることから、首脳陣と話し合った末に、この年からレギュラーシーズン中は週に2日を休養に充てる方針を決定。この方針によって78試合にしか出場せず、パシフィック・リーグの最終規定打席にも到達しなかったものの、自己最高の打率.289、2本塁打、23打点、15盗塁を記録した。この年で3年契約の2年目を終えたが、シーズン終了後に前年と同じ条件で契約を更改。
2021年、横浜DeNAベイスターズとのオープン戦を控えていた3月5日に、体調不良からPCR検査を受診したところ、新型コロナウイルスへ感染していることが判明。所定期間（10日間）の隔離、PCR再検査での陰性判定、ウエスタン・リーグ公式戦5試合への調整出場などを経て、レギュラーシーズン開幕直後の3月30日から一軍へ再び合流した。安達の戦線離脱を受けて首脳陣が高卒2年目の紅林弘太郎を正遊撃手候補として一軍で育てる方針を立てたことから、再合流後は前述の方針に沿った大城・紅林などとの併用を経て、5月から主に二塁手としてスタメンに起用。「2番・二塁手」としてスタメンに名を連ねた6月2日の対阪神タイガース戦（阪神甲子園球場）で、一軍公式戦通算1000試合出場を達成した。レギュラーシーズン全体では、入団1年目以来のノーアーチに終わったものの、3年ぶりに100試合へ出場。チームのレギュラーシーズン最終戦だった10月25日の対楽天戦（楽天生命パーク）では、9回表一死二・三塁で迎えたシーズン最終打席で2ランスクイズを成功させた。ちなみに、この試合の勝利とともにシーズンを首位で終えたチームは、2日後（10月27日）に25年ぶりのパ・リーグ優勝が決定。2位ながらリーグ優勝のマジックが点灯していたロッテが楽天生命パークでの対楽天戦に敗れたことによるもので、安達は優勝が決まった直後に、無観客ながら京セラドーム大阪でプロ入り後初めての胴上げを経験した。ポストシーズンに入ってからは、「シーズン中は3試合へ出場した後に、休養の目的で1試合を欠場する」という前年来の方針を、自身の希望で一時的に解除。チームが日本シリーズへの進出を決めたクライマックスシリーズ（京セラドーム大阪にロッテを迎えたファイナルステージ）の全3試合で二塁手としてフル出場を果たしたほか、東京ヤクルトスワローズとの日本シリーズでも、第1戦から4試合連続でスタメンに起用された。実際には本人曰く「（出場を続けるにつれて）体調の面で限界を感じた」とのことで、日本シリーズの第5戦からベンチ入りを見合わせたものの、シリーズが第6戦で決着後の12月9日には球団との間で複数年契約（推定年俸7000万）を改めて結んでいる。
2023年は、度重なる怪我の影響もあって、出場数は自己最少の23試合に留まり、オフに1500万円減の推定年俸5500万円で契約更改した。また、故障や体調不良等で選手としては一軍を離脱しても、シーズンを通して一軍に帯同してもらいたいという球団の意向もあり、契約更改後の記者会見で翌2024年からは選手兼任コーチとなることを明かし、12月2日に、役職が選手兼任内野守備・走塁コーチと発表された。
2024年は、春季キャンプから「まずは選手」と強い決意で臨んだシーズンだっが、5月1日のロッテ戦では9回から守備固めとして出場しながら1イニングで3失策し、逆転負けの要因となった。打撃も23試合で打率.200、0本塁打、2打点であり、本職の守備にも陰りが見えたこともあり、9月11日に同年限りでの現役引退を発表した。9月24日、同じく同年限りでの引退を発表している同学年のT-岡田と共に、出場選手登録をされ、6回裏の代打から出場し、第2打席に内野安打を放った。試合後の引退セレモニーでは「2014年の10月2日、ソフトバンクホークスとの優勝が懸かったあの試合、忘れられません。あの試合があり、あの悔しさがあったからこそ、3連覇もでき、日本一にもなれました。2016年、病気（潰瘍性大腸炎）になり、一時は野球を辞めようと考えました。でも、家族の支え、監督、コーチ、選手、裏方さん、球団関係者、そしてファンの声援のおかげで続けることができました。あの復帰した試合の歓声は一生忘れません」と語り、最後に「本当に最高のプロ野球人生でした」と13年間のプロ野球生活に幕を閉じた。

### 現役引退後
引退後はオリックスに残り、コーチ専任となった。役職は一軍内野守備走塁コーチで、背番号は83となった。

## 選手としての特徴・エピソード
オリックスへの入団10年目（2021年）に、一軍公式戦通算1000試合出場を達成。NPB史上511人目の達成だが、入団5年目（2016年）の春季キャンプ前に潰瘍性大腸炎が判明してから達成までの間に出場した試合数は537試合で、全体の過半数を占めている。

### 守備
オリックス入団後のインタビューで「周囲の人からは『（遊撃以外のポジションを守るなど）幅を広げた方が良い』と言われるが、自分は『野球を長く続けたい』というより、『ショート（遊撃）を守りたい』という思いが強い」「『ショートを守れなくなったらもう引退しようかな』と思っている」と語るほど、「遊撃手」というポジションへのこだわりが強く、堅実かつ大胆なプレーと守備力の高さに定評がある。
UZRは2015年に遊撃手として29.0を記録。潰瘍性大腸炎を発症した2016年以降のシーズンも、14.8→11.6→9.4と高い水準で推移している。2019年の公式戦では、大城が正遊撃手を務めていた関係で、三塁の守備に就く機会も多かった。2020年に正遊撃手へ復帰したものの、本人曰く「打球への反応が以前より遅れるようになった」とのことで、2021年には主に二塁手として起用。2021年の契約更改直後には、二塁の守備について、「慣れないこともあったが新鮮だった」と述懐している。

### 打撃
右打席から左方向へと長打を打つなどの意外性が魅力だが、潰瘍性大腸炎を発症した2016年シーズンを境に、長打率が.323→.278→.277と低下。また、以前はIsoDの値が比較的高かったが、2016年頃からは早打ちの傾向が見られる。

### エピソード
オリックスでは安達が入団してからの一軍公式戦で1安打完封負けを4回（2014年・2019年に各1回、2020年に2回）喫しているが、安達はいずれの試合でもチーム唯一の安打を記録している。

## 人物
愛称は「あだっちゃん」、「あだっち」など。
2014年1月18日に、一般女性と結婚した。その一方で、同年9月12日には自身と同じ群馬県出身のチームメイトの小島脩平・後藤駿太・中山慎也と共に、同県から「ぐんま観光特使」を委嘱。2016年1月31日で任期を満了するまで務めあげた。
京セラドーム大阪での登場曲は、なにわ男子の「ダイヤモンドスマイル」「初心LOVE」「サチアレ」。

## 社会貢献活動
2021年からは、レギュラーシーズンにおける一軍公式戦での出場試合数に1万円を乗じた金額を、シーズンが終わるたびに日本炎症性腸疾患協会（特定非営利活動法人）へ寄付する。自身が2016年から潰瘍性大腸炎の影響で免疫力の低下や腹痛の頻繁な発症などに見舞われていることを踏まえて、同じ病気と闘う子どもたちのために、同協会が実施する「こどもキャンプ」への寄付を決意。寄付額の算定ベースを出場試合数へ置いたことについては、「『自分と同じ病気の子どもたちが、野球を頑張っている自分の姿を見て少しでも励みにしてもらいたい』という願いが、（プロ野球選手としての）自分のモチベーションにもつながる」と説明している。

## 詳細情報

### 年度別打撃成績
| 年 度      | 球 団      | 試 合 | 打 席 | 打 数 | 得 点 | 安 打 | 二 塁 打 | 三 塁 打 | 本 塁 打 | 塁 打 | 打 点 | 盗 塁 | 盗 塁 死 | 犠 打 | 犠 飛 | 四 球 | 敬 遠 | 死 球 | 三 振 | 併 殺 打 | 打 率 | 出 塁 率 | 長 打 率 | O P S |
| ---------- | ---------- | ----- | ----- | ----- | ----- | ----- | -------- | -------- | -------- | ----- | ----- | ----- | -------- | ----- | ----- | ----- | ----- | ----- | ----- | -------- | ----- | -------- | -------- | ----- |
| 2012       | オリックス | 50    | 103   | 88    | 8     | 14    | 5        | 0        | 0        | 19    | 4     | 2     | 2        | 6     | 2     | 7     | 0     | 0     | 23    | 0        | .159  | .216     | .216     | .432  |
| 2013       | オリックス | 131   | 470   | 395   | 52    | 93    | 13       | 2        | 5        | 125   | 30    | 16    | 5        | 38    | 1     | 27    | 1     | 9     | 80    | 4        | .235  | .299     | .316     | .615  |
| 2014       | オリックス | 143   | 601   | 486   | 73    | 126   | 13       | 5        | 8        | 173   | 50    | 29    | 10       | 45    | 4     | 58    | 0     | 8     | 79    | 8        | .259  | .345     | .356     | .701  |
| 2015       | オリックス | 139   | 593   | 506   | 57    | 121   | 16       | 3        | 11       | 176   | 55    | 16    | 15       | 29    | 4     | 48    | 0     | 6     | 68    | 11       | .239  | .310     | .348     | .658  |
| 2016       | オリックス | 118   | 488   | 403   | 51    | 110   | 15       | 1        | 1        | 130   | 34    | 6     | 6        | 35    | 4     | 42    | 0     | 4     | 53    | 4        | .273  | .344     | .323     | .667  |
| 2017       | オリックス | 109   | 380   | 316   | 40    | 64    | 9        | 3        | 3        | 88    | 26    | 4     | 3        | 17    | 0     | 37    | 0     | 10    | 61    | 5        | .203  | .306     | .278     | .584  |
| 2018       | オリックス | 140   | 514   | 465   | 44    | 102   | 12       | 3        | 3        | 129   | 41    | 20    | 5        | 16    | 5     | 25    | 1     | 3     | 64    | 8        | .219  | .261     | .277     | .538  |
| 2019       | オリックス | 56    | 179   | 155   | 18    | 43    | 6        | 1        | 2        | 57    | 20    | 10    | 2        | 4     | 1     | 18    | 0     | 1     | 29    | 5        | .277  | .354     | .368     | .722  |
| 2020       | オリックス | 78    | 311   | 266   | 32    | 77    | 9        | 2        | 2        | 96    | 23    | 15    | 4        | 16    | 2     | 26    | 1     | 1     | 48    | 9        | .289  | .353     | .361     | .713  |
| 2021       | オリックス | 100   | 382   | 321   | 36    | 83    | 14       | 0        | 0        | 97    | 18    | 5     | 4        | 14    | 1     | 46    | 0     | 0     | 65    | 7        | .259  | .351     | .302     | .653  |
| 2022       | オリックス | 65    | 243   | 206   | 19    | 54    | 7        | 1        | 1        | 66    | 18    | 3     | 0        | 8     | 1     | 26    | 0     | 2     | 46    | 3        | .262  | .349     | .320     | .669  |
| 2023       | オリックス | 23    | 68    | 60    | 4     | 11    | 0        | 0        | 0        | 11    | 4     | 1     | 1        | 3     | 0     | 5     | 0     | 0     | 18    | 0        | .183  | .264     | .183     | .429  |
| 2024       | オリックス | 24    | 44    | 37    | 4     | 8     | 1        | 0        | 0        | 9     | 2     | 0     | 0        | 3     | 0     | 3     | 0     | 1     | 8     | 0        | .216  | .293     | .243     | .536  |
| 通算：13年 | 通算：13年 | 1176  | 4376  | 3704  | 438   | 906   | 120      | 21       | 36       | 1176  | 325   | 127   | 57       | 234   | 25    | 368   | 3     | 45    | 642   | 64       | .245  | .318     | .317     | .636  |

### 年度別守備成績
| 年 度 | 球 団      | 一塁  | 一塁  | 一塁  | 一塁  | 一塁  | 一塁     | 二塁  | 二塁  | 二塁  | 二塁  | 二塁  | 二塁     | 三塁  | 三塁  | 三塁  | 三塁  | 三塁  | 三塁     | 遊撃  | 遊撃  | 遊撃  | 遊撃  | 遊撃  | 遊撃     | 外野  | 外野  | 外野  | 外野  | 外野  | 外野     |
| 年 度 | 球 団      | 試 合 | 刺 殺 | 補 殺 | 失 策 | 併 殺 | 守 備 率 | 試 合 | 刺 殺 | 補 殺 | 失 策 | 併 殺 | 守 備 率 | 試 合 | 刺 殺 | 補 殺 | 失 策 | 併 殺 | 守 備 率 | 試 合 | 刺 殺 | 補 殺 | 失 策 | 併 殺 | 守 備 率 | 試 合 | 刺 殺 | 補 殺 | 失 策 | 併 殺 | 守 備 率 |
| ----- | ---------- | ----- | ----- | ----- | ----- | ----- | -------- | ----- | ----- | ----- | ----- | ----- | -------- | ----- | ----- | ----- | ----- | ----- | -------- | ----- | ----- | ----- | ----- | ----- | -------- | ----- | ----- | ----- | ----- | ----- | -------- |
| 2012  | オリックス | -     | -     | -     | -     | -     | -        | 13    | 21    | 43    | 0     | 5     | 1.000    | 5     | 0     | 2     | 0     | 0     | 1.000    | 21    | 23    | 42    | 3     | 3     | .956     | 1     | 0     | 0     | 0     | 0     | ----     |
| 2013  | オリックス | -     | -     | -     | -     | -     | -        | 22    | 42    | 39    | 1     | 9     | .988     | -     | -     | -     | -     | -     | -        | 122   | 160   | 364   | 11    | 68    | .979     | -     | -     | -     | -     | -     | -        |
| 2014  | オリックス | -     | -     | -     | -     | -     | -        | 1     | 1     | 0     | 0     | 0     | 1.000    | -     | -     | -     | -     | -     | -        | 143   | 190   | 434   | 13    | 80    | .980     | -     | -     | -     | -     | -     | -        |
| 2015  | オリックス | -     | -     | -     | -     | -     | -        | 1     | 0     | 1     | 0     | 0     | 1.000    | -     | -     | -     | -     | -     | -        | 139   | 203   | 449   | 16    | 84    | .976     | -     | -     | -     | -     | -     | -        |
| 2016  | オリックス | -     | -     | -     | -     | -     | -        | -     | -     | -     | -     | -     | -        | -     | -     | -     | -     | -     | -        | 117   | 178   | 347   | 13    | 63    | .976     | -     | -     | -     | -     | -     | -        |
| 2017  | オリックス | -     | -     | -     | -     | -     | -        | -     | -     | -     | -     | -     | -        | -     | -     | -     | -     | -     | -        | 105   | 164   | 316   | 7     | 63    | .986     | -     | -     | -     | -     | -     | -        |
| 2018  | オリックス | -     | -     | -     | -     | -     | -        | -     | -     | -     | -     | -     | -        | -     | -     | -     | -     | -     | -        | 140   | 200   | 417   | 7     | 69    | .989     | -     | -     | -     | -     | -     | -        |
| 2019  | オリックス | -     | -     | -     | -     | -     | -        | -     | -     | -     | -     | -     | -        | 19    | 6     | 21    | 2     | 3     | .931     | 38    | 43    | 89    | 3     | 17    | .978     | -     | -     | -     | -     | -     | -        |
| 2020  | オリックス | -     | -     | -     | -     | -     | -        | -     | -     | -     | -     | -     | -        | -     | -     | -     | -     | -     | -        | 78    | 119   | 209   | 4     | 45    | .988     | -     | -     | -     | -     | -     | -        |
| 2021  | オリックス | -     | -     | -     | -     | -     | -        | 73    | 138   | 188   | 7     | 31    | .979     | -     | -     | -     | -     | -     | -        | 23    | 34    | 62    | 2     | 19    | .980     | -     | -     | -     | -     | -     | -        |
| 2022  | オリックス | -     | -     | -     | -     | -     | -        | 62    | 108   | 151   | 4     | 27    | .985     | -     | -     | -     | -     | -     | -        | -     | -     | -     | -     | -     | -        | -     | -     | -     | -     | -     | -        |
| 2023  | オリックス | 1     | 0     | 0     | 0     | 0     | ----     | 21    | 38    | 45    | 1     | 10    | .988     | -     | -     | -     | -     | -     | -        | 1     | 0     | 2     | 0     | 0     | 1.000    | -     | -     | -     | -     | -     | -        |
| 2024  | オリックス | -     | -     | -     | -     | -     | -        | 16    | 23    | 14    | 4     | 5     | .902     | -     | -     | -     | -     | -     | -        | 4     | 6     | 7     | 0     | 3     | 1.000    | -     | -     | -     | -     | -     | -        |
| 通算  | 通算       | 1     | 0     | 0     | 0     | 0     | ----     | 209   | 371   | 481   | 17    | 87    | .980     | 24    | 6     | 23    | 2     | 3     | .935     | 931   | 1320  | 2738  | 79    | 514   | .981     | 1     | 0     | 0     | 0     | 0     | ----     |

- 各年度の太字はリーグ最多

### 表彰
- 月間MVP：1回（打者部門：2016年7月）

### 記録
初記録
- 初出場：2012年5月12日、対東北楽天ゴールデンイーグルス8回戦（京セラドーム大阪）、8回裏にアーロム・バルディリスの代走で出場
- 初打席：2012年5月17日、対読売ジャイアンツ2回戦（東京ドーム）、7回表に山口鉄也から空振り三振
- 初先発出場：2012年5月19日、対東京ヤクルトスワローズ1回戦（明治神宮野球場）、6番・二塁手で先発出場
- 初打点：2012年7月7日、対千葉ロッテマリーンズ10回戦（QVCマリンフィールド）、2回表に渡辺俊介から中犠飛
- 初安打：同上、6回表に大谷智久から中越二塁打
- 初盗塁：2012年10月1日、対東北楽天ゴールデンイーグルス24回戦（京セラドーム大阪）、7回裏に二盗（投手：菊池保則、捕手：岡島豪郎）
- 初本塁打：2013年4月5日、対埼玉西武ライオンズ1回戦（京セラドーム大阪）、7回裏に岸孝之から左越ソロ

節目の記録
- 100盗塁：2019年8月21日、対福岡ソフトバンクホークス19回戦（福岡 ヤフオク!ドーム）、2回表に二盗（投手：高橋礼、捕手：甲斐拓也）[50]
- 200犠打：2020年9月6日、対東北楽天ゴールデンイーグルス12回戦（楽天生命パーク宮城）、7回表に津留﨑大成から投前犠打 ※史上44人目
- 1000試合出場：2021年6月2日、対阪神タイガース2回戦（阪神甲子園球場）、2番・二塁手で先発出場 ※史上511人目[27]

その他の記録
- 二塁手の1イニング最多失策3：2024年5月1日、対千葉ロッテマリーンズ5回戦（ほっともっとフィールド神戸） ※パ・リーグ記録
- オールスターゲーム出場：1回（2018年）

### 背番号
- 3（2012年 - 2024年）
- 83（2025年 - ）

## 関連情報

### 出演

#### 映画
- インクレディブル・ファミリー（2018年8月1日、ディズニー） ※声の出演[51]